# Berneuxia thibetica
Berneuxia thibetica ist die einzige Art aus der Pflanzengattung Berneuxia in der Familie der Diapensiaceae. Sie ist endemisch in China.

## Merkmale
Berneuxia thibetica ist eine ausdauernde, krautige Pflanze mit annähernd fehlendem Stängel. Sie wächst aus verlängerten, verholzten, schwach gewundenen Rhizomen mit schuppigen Tragblättern.
Die ledrigen und kahlen Laubblätter sind gestielt und bis zu 18 Zentimeter lang. Sie sind spiralförmig angeordnet, die verkehrt-eiförmige bis spatelförmige und ganzrandige Blattspreite ist annähernd ebenso lang wie der Blattstiel.
Der schlanke Blütenschaft hat eine Länge von rund 18 Zentimeter und trägt endständig zehn bis fünfzehn Blüten. Die kurz gestielten, grünlich- bis rötlich-weißen Blüten besitzen eine doppelte Blütenhülle. Die Staubblätter und die schuppenförmigen Staminodien sind miteinander verwachsen und bilden einen Ring am Ansatz der Krone. Die Staubbeutel sind zweifächrig, der Griffel ist länglich und setzt in einer Vertiefung oben am oberständigen Fruchtknoten an.
Es werden kleine Kapselfrüchte mit beständigem Kelch gebildet.

## Vorkommen
Berneuxia thibetica ist in China im nordwestlichen Guizhou, in Sichuan, im südöstlichen Xizang und dem Norden Yunnans beheimatet. Sie findet sich in Gebüschen in feuchten Tannenwäldern und Wäldern aus großblättrigen Laubbäumen in Höhenlagen zwischen 1700 und 3500 Meter.

## Systematik
Art und Gattung wurden 1873 von Joseph Decaisne erstbeschrieben. Der Gattungsname ehrt den französischen Geistlichen Siméon-François Berneux (1814–1866).